# ماريوش ستيمبينسكي
ماريوش ستيمبينسكي (بالبولندية Mariusz Stępiński) (مواليد 12 مايو 1995) هو لاعب كرة قدم بولندي يلعب حاليًا لنادي كييفو فيورينا الايطالي.

## روابط خارجية
- ماريوش ستيمبينسكي على موقع الاتحاد الأوربي (الإنجليزية)
- ماريوش ستيمبينسكي على موقع قاعدة بيانات كرة القدم.إي يو (الإنجليزية)
- ماريوش ستيمبينسكي على موقع ناشيونال فوتبول تيمز (الإنجليزية)
- ماريوش ستيمبينسكي على موقع Soccerway.com (الإنجليزية)
- ماريوش ستيمبينسكي على موقع عالم كرة القدم.نت (الإنجليزية)
- ماريوش ستيمبينسكي على موقع AS.com (الإسبانية)

- Mariusz Stępiński